# Kryptobios
Kryptobios är ett stadium hos vissa organismer med helt eller nästan helt avstängd metabolism (ämnesomsättning). Generellt är syftet med detta att skydda organismen mot yttre omständigheter som annars vore dödliga, exempelvis kyla och uttorkning. Bland de organismer som är kapabla till detta finner man exempelvis en stor del av stammen trögkrypare (Tardigrada), många arter av hjuldjur (Rotifera) och rundmaskar (Nematoda), ett fåtal insekter (Insecta) samt många växter (företrädesvis växternas fröer). Begreppet kan på svenska utläsas som ”gömt liv”, och har sin etymologiska grund i de av grekiska orden kryptos, ’dold’, och bios, ’liv’.

## Kryptobiosen hos trögkrypare (björndjur)
Kryptobiosen är ett tillstånd som kan liknas vid en extrem dvala där metabolismen upphört i försvar mot förändringar i miljön och andra yttre hot mot organismen, såsom uttorkning och nedfrysning. Denna egenskap finns hos björndjuren, som även kallas trögkrypare eller tardigrader (av tardus, ’långsam', och gradus, ’steg’). Det är ännu oklart hur länge de kan ligga i dvala och framgångsrikt återupplivas, men vetenskapligt stöd finns för åtminstone ett par decennier. En vanligt förekommande uppgift om att de skulle kunna överleva ett sekel i detta tillstånd saknar däremot stöd. Hur länge ett björndjur kan ligga i kryptobios påverkas också av den omgivande miljön. I en syrefri miljö eller vid låg temperatur kan djuren överleva längre tid, troligen på grund av att vävnader och DNA är utsatta för mindre grad av kemiska nedbrytande reaktioner. Emellertid är det inte möjligt för alla tardigrader att stänga av sin metabolism, något man exempelvis kunnat observera hos trögdjuren i gruppen Arthrotardigrada, som är den mest primitiva gruppen av tardigrader. De lever uteslutande i marina biotoper under vatten där inga hastiga skiftningar i till exempel temperatur eller luftfuktighet förekommer, varför fysiologiska mekanismer för att överleva sådana miljöförändringar inte är nödvändiga.
Det har föreslagits att det skett en evolutionär utveckling från denna havslevande grupp av tardigrader till de landlevande grupperna Echiniscoidea och Eutardigrada, där ett antal intermediära nedärvningar lett till en kraftigt ökad tolerans mot miljöförändringar. Som exempel kan nämnas Echiniscoides sigismundi, som lever bland alger relativt högt upp i den litorala zonen (området mellan hög- och lågvattenstånd), och måste kunna hantera korta perioder av total uttorkning. Arten överlever dessa påfrestande perioder genom att ge sig in i kryptobios. Här existerar de enskilda individerna i ett i biologisk mening statiskt tillstånd, fram till dess att vattnet återvänder och de kan ”återupplivas”. Man har dragit slutsatsen att denna och närstående arter visade vägen för den terrestriska invasionen upp på land, och att grupperna Echiniscoidea och Eutardigrada utvecklades ur dessa stamfäder. Det är dessutom endast bland dessa två grupper man finner arter som kan utöva en egentlig kryptobios. Utvecklingen av kryptobiosen var nödvändig för att tardigraderna och andra liknande organismer, exempelvis nematoder och hjuldjur, framgångsrikt skulle kunna börja ett liv på land. Då kryptobiotiska organismer undviker och fördrar ofördelaktiga förhållanden i ett vilande och/eller motståndskraftigt tillstånd blir de kraftigt isolerade ifrån det naturliga urvalet, och eftersom de kan bebo platser där inga andra organismer överlever blir konkurrensen minimal. Allt detta resulterar i en ovanligt långsam evolution.

## Termen kryptobios
Termen kryptobios myntades för att ersätta termerna abios och anabios, som beskriver en reversibel uteslutning av metabolismen då ogynnsamma förhållanden uppstår. Begreppet kryptobios skiljer sig från den vanliga dvalan, och är inte heller likt diapaus, som är en hormonell bortträngning av utveckling, oberoende av korta perioder av miljöförändringar. Arthropoders dvala har blivit uppdelad i den ”förutsägbara hiberneringen” och den ”beslutsamma dvalan”. Hibernering är den sortens dvala som man kan stöta på i förutsägbara klimat med årstider. Den beslutsamma dvalan stöter man på i oberäkneliga klimat. Dolda tillstånd är ganska vanliga i djur- och växtriket, då de oftast förekommer vid vissa steg i livscykeln. Hos tardigraderna däremot kan dessa dolda tillstånd dyka upp när som helst under livscykeln. De kan förlänga djurens livslängd med några månader upp till flera år (möjligtvis över ett sekel), och detta samtidigt som den aktiva livslängden förblir opåverkad.
Kryptobiosen hos tardigraderna har blivit indelad i fyra grupper efter den dominant orsakande faktorn: 
- Anhydrobios (uttorkning): Ett tillstånd som uppstår vid uttorkning, och den typ av kryptobios det har forskats mest kring. Anhydrobiosen upptäcktes först då tardigraderna sågs återupplivas från uttorkade sediment. På 1700-talet beskrevs tardigraderna som en grupp med förmågan att återuppväckas från de döda.
- Cryobios (temperaturskillnad): Limnoterrestriella (sötvattens- och landlevande) tardigrader är vanliga i polartrakterna, där vattnet är fruset större delen av året. För att kunna kolonisera sådana områden behålls vitaliteten i ett tillstånd där metabolisk aktivitet inte är möjlig. Dessa djur kan inte undvika att frysa och måste därför kunna klara av de fysiska förändringar som medföljer frysning. Kombinationen av anpassningsbara mekanismer som gör att vissa djur klarar av frysning av vätskan utanför cellerna kallas för frystolerans. Cryobiosen är en extrem form av frystolerans kännetecknad av bevarad livsduglighet, följt av ett metaboliskt avbrott inducerat av en låg temperatur.
- Osmobios (vattenpotentialförändring): Vissa tardigrader är helt klart kapabla att klara av variationer i salinitet. Tardigraderna som lever i literalzonen, såväl som vissa limnoterrestriella euryhalinea (toleranta mot olika salinitet) arter som vid vissa tillfällen har påträffats i marina miljöer, är kapabla till detta. Bryofila (mosslevande) tardigrader rullar snabbt ihop sig när saliniteten sjunker. Den allmänna reaktionen är att torka ut.
- Anoxybios (syrekoncentrationsförändring): Evolutionärt sett utvecklades förmågan att klara av låg syrekoncentration tidigare än förmågan att klara av uttorkning, eftersom syrebrist är betydligt mycket mer vanligt än uttorkning i marina miljöer. Nematoder och leddjur har observerats bebo ytan av brunalger på klippiga kuster, där det vid ebb periodvis kan uppstå anaeroba miljöer. Djuren täcks då med en kompakt hinna av ett icke-permeabelt klibbigt material, tills det blir flod igen och syremättnaden ökar.